# Sejm (řeka)
Sejm (rusky Сейм, ukrajinsky Сейм) je řeka v Kurské oblasti v Rusku a v Sumské a v Černihivské oblasti na Ukrajině. Je 748 km dlouhá. Povodí má rozlohu 27 500 km².

## Průběh toku
Pramení na Středoruské vysočině. Teče v široké dolině, přičemž v údolní nivě se nachází mnoho starých ramen. Ústí zleva do Desny (povodí Dněpru).

## Vodní režim
Převládajícím zdrojem vody jsou sněhové srážky. Průměrný roční průtok vody ve vzdálenosti 105 km od ústí činí 99,6 m³/s. Zamrzá na konci listopadu až na začátku ledna a rozmrzá na konci března až na začátku dubna.

## Využití
Na dolním toku je rozvinutá místní vodní doprava. Na řece leží města Kursk, Lgov, Rylsk, Putyvl.